# باتريشيا ماكفرسون
باتريشيا ماكفرسون (بالإنجليزية: Patricia McPherson)‏ هي عارضة وممثلة أمريكية، ولدت في 27 نوفمبر 1954 في الولايات المتحدة.

## أعمال

### مسلسلات
- السائق نايت
- ديناستي

## وصلات خارجية
- باتريشيا ماكفرسون على موقع IMDb (الإنجليزية)
- باتريشيا ماكفرسون على موقع روتن توميتوز (الإنجليزية)
- باتريشيا ماكفرسون على موقع ألو سيني (الفرنسية)
- باتريشيا ماكفرسون على موقع أول موفي (الإنجليزية)
- باتريشيا ماكفرسون على موقع قاعدة بيانات الفيلم (الإنجليزية)
- باتريشيا ماكفرسون على موقع كينوبويسك (الروسية)